# 寧州
寧州，中國古代州名。西晉泰始七年（271年）置。刺史鎮建寧郡。初置時領四郡，其地大致相當於今雲南省除迪慶、昭通以外的大部份地區。東晉、南朝宋、齊時轄有今雲南省全境、貴州省中西部地區。梁中期以後廢。北周置南寧州。隋初置南寧州總管府，後廢，其地入濮部、六詔。

## 建置沿革

### 西晉
寧州在漢代、三國時為益州南中之地。漢置益州郡、永昌郡。蜀漢析置興古郡及雲南郡，改益州郡為建寧郡。西晉泰始七年（271年），晉武帝以益州地域廣大，分建寧、興古、雲南與交州之永昌郡置寧州，領四十五縣。太康三年（283年）省寧州，其地復入益州，置南夷校尉管轄。惠帝太安二年（303年），復置寧州，領建寧郡、興古郡、雲南郡、永昌郡，又分建寧郡七縣置益州郡，割益州之牂牁郡、越巂郡、朱提郡來屬，共八郡。永嘉中，分牂牁郡置平夷郡、夜郎郡，分朱提郡置南廣郡。寧州刺史王遜分興古郡置西平郡。

### 東晉十六國
十六國時，寧州為成漢所據。李壽分興古、雲南、永昌、牂牁、越巂、朱提及河陽郡置漢州。晉永和三年（347年），桓溫滅蜀，寧州復為東晉所有。因避桓溫父桓彝之諱，改平夷郡為平蠻郡。晉成帝時，分建寧郡置建都郡，分河陽郡置西河陽郡。咸康四年（338年），分牂牁、夜郎、越巂、朱提四郡置安州。咸康八年（342年），省寧州，罷永昌郡，越巂郡還屬益州。

### 南朝
南朝劉宋置寧州，領建寧郡、晋寧郡、牂牁郡、平蠻郡、夜郎郡、朱提郡、南廣郡、建都郡、西平郡、西河陽郡、東河陽郡、雲南郡、興寧郡、興古郡、梁水郡十五郡。
南齊時，寧州領建平郡、南廣郡、南朱提郡、南牂牁郡、梁水郡、建寧郡、晋寧郡、雲南郡、西平郡、夜郎郡、東河陽郡、西河陽郡、平蠻郡、興古郡、興寧郡、西阿郡、平樂郡、北朱提郡、宋昌郡、永昌郡、益寧郡、南犍為郡、西益郡、江陽郡、犍為郡、永興郡、永寧郡、安寧郡、東朱提郡、安上郡三十郡。

## 宁州刺史
晋朝宁州刺史
- 鲜于婴（271年－274年）
- 李毅（302年－306年）
- 李秀（307年－309年）
- 李钊（309年）
- 王逊（310年－323年）
- 王坚（323年－325年）
- 尹奉（325年－333年）
- 谢恕（335年－338年）
- 爨頠（346年－348年）
- 毛穆之（357年－362年）
- 周仲孙（363年－371年）
- 费统（375年－390年）
- 桓安民（392年）
- 毛璠（397年－404年）
- 毛瑗（405年）
- 朱客子（411年－414年）

刘宋宁州刺史
- 应袭（422年－427年）
- 周籍之（428年－430年）
- 徐循（438年－439年）
- 周万岁（439年－443年）
- 垣闳（453年－454年）
- 尹怀慎（454年－458年）
- 杜叔文（458年－459年）
- 符仲子（459年－460年）
- 费景绪（460年－461年）
- 费伯弘（461年－464年）
- 萧惠开（464年－466年）
- 孔玉（470年－474年）
- 刘延祖（474年－477年）
- 柳和（477年－479年）

萧齐宁州刺史
- 姚和（479年）
- 程法勤（484年－485年）
- 董仲舒（485年－490年）
- 郭安明（492年－494年）
- 李广宗（494年－498年）